# Tjudring
Tjudring, av engelska tethering som ännu är det vanligast använda ordet, innebär att man använder en mobiltelefon för att tillhandahålla internetdelning till en annan enhet som annars är oansluten, genom att använda mobiltelefonen som ett modem. Detta kan ske trådlöst via blåtand, Wi-Fi eller via till exempel en USB-kabel.
Tjudring har använts för att ansluta mot internet ända sedan mobila enheter började få tillgång till internet via sina mobiloperatörer, men har på senare år[när?] blivit allmänt förekommande tack vare möjligheten till internetanslutning av bärbara datorer med hjälp av en mobiltelefon.